# Tanjungbaru
Tanjungbaru is een bestuurslaag in het regentschap Bekasi van de provincie West-Java, Indonesië. Tanjungbaru telt 15.383 inwoners (volkstelling 2010).